# Earl's Court (stanice metra v Londýně)

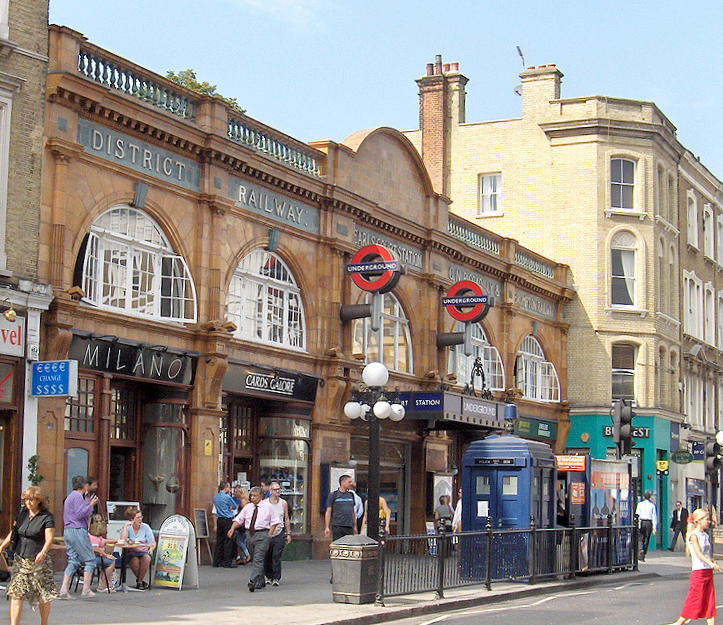
Earl's Court

Earl's Court je stanice metra v Londýně, otevřená roku 1871. Nachází se na linkách: 
- District Line (mezi stanicemi West Kensington nebo West Brompton nebo Kensington (Olympia) a Gloucester Road nebo High Street Kensington)
- Piccadilly Line (mezi stanicemi Barons Court a Gloucester Road).

| Rok  | Počet cestujících |
| ---- | ----------------- |
| 2011 | 20,97 mil         |
| 2012 | 21,03 mil         |
| 2013 | 21,27 mil         |
| 2014 | 22,01 mil         |